# El lobista
El lobista es una miniserie argentina de drama, coproducida por Pol-ka Producciones, Turner y Cablevisión para Canal 13 y TNT. Fue protagonizada por Rodrigo de la Serna. Coprotagonizada por Darío Grandinetti, Leticia Brédice, Julieta Nair Calvo y Alberto Ajaka. También, contó con la actuación especial de Luis Machín. Se transmitió por Canal 13 desde el 30 de mayo de 2018, y por la cadena estadounidense TNT desde el 31, y al igual de lo sucedido con la miniserie antecesora El maestro, está disponible desde ese día completa en la plataforma exclusiva de Cablevisión, Cablevisión Flow. Las grabaciones comenzaron en febrero de ese mismo año.

## Sinopsis
Matías Franco (Rodrigo de la Serna) es un lobista, una persona que trata de influir en el poder, para beneficiar a empresas y corporaciones. Es el mejor en su rubro. Su nombre ya es muy conocido en el ambiente del negocio, no solo por sus habilidades, sino también por la impunidad con la que se maneja.

## Elenco y personajes

### Principales
- Rodrigo de la Serna como Matías Franco.
- Darío Grandinetti como Elián Rojas Ospina.
- Leticia Brédice como Natalia Ocampo.
- Julieta Nair Calvo como Lourdes Inzillo.
- Alberto Ajaka como Manuel Quinteros.
- Luis Machín

### Recurrente
- Iván Moschner como Camilo Stéfano.
- Juan Nemirovsky como Javier Franco.
- Malena Villa como Jimena.
- Martín Banegas  como Beto.
- Esteban Pérez como Leandro.
- Ricardo Merkin como Farías.
- Rodrigo Gosende como Federico.
- Andrés Ciavaglia como Santiago Blanco.
- Julián Kartún como Federico

### Invitados
- Héctor Díaz como Esteban Borsusky.
- Belén Chavanne como Reina.
- Rodrigo Pedreira como Pablo.
- Darío Levy como Marcucci.
- Nadia Casán como Agustina.
- Juan Ignacio Cané como Ezequiel.
- Martín Banegas como Beto

## Episodios
| N.º | Título                    | Dirigido por  | Escrito por   | Fecha de emisión original                                      | Audiencia (millones) |
| --- | ------------------------- | ------------- | ------------- | -------------------------------------------------------------- | -------------------- |
| 1   | «Martillos contra el mal» | Daniel Barone | Patricio Vega | 30 de mayo de 2018 (eltrece) 31 de mayo de 2018 (Cablevisión)  | —                    |
| 2   | «El ojo que todo lo ve»   | Daniel Barone | Patricio Vega | 31 de mayo de 2018 (Cablevisión) 6 de junio de 2018 (eltrece)  | —                    |
| 3   | «La letra chica»          | Daniel Barone | Patricio Vega | 31 de mayo de 2018 (Cablevisión) 13 de junio de 2018 (eltrece) | —                    |
| 4   | «Dr. Jekyll»              | Daniel Barone | Patricio Vega | 31 de mayo de 2018 (Cablevisión) 20 de junio de 2018 (eltrece) | —                    |
| 5   | «Musarañas»               | Daniel Barone | Patricio Vega | 31 de mayo de 2018 (Cablevisión) 27 de mayo de 2018 (eltrece)  | —                    |
| 6   | «La ley primera»          | Daniel Barone | Patricio Vega | 31 de mayo de 2018 (Cablevisión) 4 de julio de 2018 (eltrece)  | —                    |
| 7   | «Cabeza de hierro»        | Daniel Barone | Patricio Vega | 31 de mayo de 2018 (Cablevisión) 11 de julio de 2018 (eltrece) | —                    |
| 8   | «Caballo de troya»        | Daniel Barone | Patricio Vega | 31 de mayo de 2018 (Cablevisión) 18 de julio de 2018 (eltrece) | —                    |
| 9   | «El buen ladrón»          | Daniel Barone | Patricio Vega | 31 de mayo de 2018 (Cablevisión) 25 de julio de 2018 (eltrece) | —                    |
| 10  | «La rana y el escorpión»  | Daniel Barone | Patricio Vega | 31 de mayo de 2018 (Cablevisión) 1 de agosto de 2018 (eltrece) | —                    |

## Premios y nominaciones
| Lista de premios y nominaciones | Lista de premios y nominaciones  | Lista de premios y nominaciones                     | Lista de premios y nominaciones | Lista de premios y nominaciones | Lista de premios y nominaciones | Lista de premios y nominaciones |
| Año                             | Organización                     | Categoría                                           | Nominado/a (s)                  | Resultado                       | Ref(s)                          |                                 |
| ------------------------------- | -------------------------------- | --------------------------------------------------- | ------------------------------- | ------------------------------- | ------------------------------- | ------------------------------- |
| 2019                            | Premios Martín Fierro            | Mejor Unitario y/o Miniserie                        | El lobista                      | Nominada                        | [ 4 ]                           |                                 |
| 2019                            | Premios Martín Fierro            | Mejor Actriz Protagonista de Unitario y/o Miniserie | Leticia Brédice                 | Ganadora                        | [ 4 ]                           |                                 |
| 2019                            | Premios Martín Fierro            | Mejor Actor de Reparto                              | Luis Machín                     | Nominado                        | [ 4 ]                           |                                 |
| 2019                            | Premios Martín Fierro            | Mejor Actriz de Reparto                             | Julieta Nair Calvo              | Nominada                        | [ 4 ]                           |                                 |
| 2019                            | Premios Martín Fierro            | Mejor Autor / Libretista                            | Patricio Vega                   | Nominado                        | [ 4 ]                           |                                 |
| 2019                            | Premios Martín Fierro            | Mejor Director                                      | Daniel Barone                   | Nominado                        | [ 4 ]                           |                                 |
| 2019                            | Premios Martín Fierro de la Moda | Mejor Vestuario en Programa de Ficción              | El lobista                      | Nominado                        | [ 5 ]                           |                                 |
| 2019                            | Premios Notirey                  | Mejor Unitario                                      | El lobista                      | Nominado                        | [ 6 ]                           |                                 |
| 2019                            | Premios Notirey                  | Mejor Actor en Unitario                             | Rodrigo de la Serna             | Nominado                        | [ 6 ]                           |                                 |
| 2019                            | Premios Notirey                  | Mejor Actriz en Unitario                            | Julieta Nair Calvo              | Nominada                        | [ 6 ]                           |                                 |

## Ficha Técnica
- Edición y Musicalización: Alejandro Alem [sae]
- Sonido:  Adrián De Michelle – Aníbal Girbal
- Dirección de Fotografía: Guillermo Zappino [adf]
- Dirección de Arte: Bernardo Losada
- Vestuario: Lorena Díaz
- Autor: Patricio Vega
- Productora Ejecutiva: Ivana Polonsky
- Director de Producción: Diego Andrasnik
- Productor: Mariano Cesar
- Productor General: Adrián Suar
- Dirección: Daniel Barone
- Música Original: Octavio Stampalia
- Locaciones: Alejandro Parvis
- Casting: Ileana Rippel
- Asistente de Dirección: Eugenio Caracoche
- Jefe de Producción: Leonardo Aguirre
- Director de Efectos Visuales: Andrés Bocán
- Jefe de Post-Producción: Hernán Rego
- Productor: Manuel Martí

## Recepción
A mediados de julio de 2018, con un registro de más de 2 millones de views, [cita requerida]El lobista se convirtió en lo más visto en la historia de Cablevisión Flow.[cita requerida] Antonio Álvarez, Director de Programación de Telecom, comentó: «El Lobista se ha convertido en una de las series más exitosas de nuestra plataforma y eso nos alegra mucho. Este proyecto de coproducciones que hemos encarado por segundo año consecutivo está dando excelentes frutos: nuestros clientes valoran cada vez más el formato de disponibilización del contenido completo al estreno del primer capítulo en el canal de aire, para consumirlo cuando quieren. Seguiremos apostando a la producción nacional de calidad, con socios de primer nivel».
Entre los datos divulgados por la empresa coproductora de la serie, se deprende además que el 72% de los clientes que la vieron lo hicieron viendo dos o más capítulos por vez, siendo entre las 21 y las 01 de Argentina el horario con más reproducciones.